# Yuanaia
Yuanaia es un género de foraminífero bentónico de la subfamilia Bykoviellinae, de la familia Trochamminidae, de la superfamilia Trochamminoidea, del suborden Trochamminina, y del orden Trochamminida. Su especie tipo era Yuanaia xinjiangensis. Su rango cronoestratigráfico abarca el Turoniense (Cretácico superior).

## Discusión
Clasificaciones previas hubiesen incluido Bykoviella en la subfamilia Vialoviinae, así como en el suborden Textulariina del orden Textulariida. Otras clasificaciones lo han incluido en el orden Lituolida.

## Clasificación
Yuanaia incluye a las siguientes especies:
- Yuanaia altilis †
- Yuanaia ovata †
- Yuanaia pentangula †
- Yuanaia petala †
- Yuanaia xinjiangensis †